# La Veuve
La Veuve ist eine französische Gemeinde mit 603 Einwohnern (Stand: 1. Januar 2022) im Département Marne in der Region Grand Est (bis 2015: Champagne-Ardenne). Die Gemeinde gehört zum Arrondissement Châlons-en-Champagne und zum Kanton Châlons-en-Champagne-2. 

## Geografie
La Veuve liegt etwa 33 Kilometer südsüdöstlich von Reims und acht Kilometer nordnordwestlich von Châlons-en-Champagne. Umgeben wird La Veuve von den Nachbargemeinden Les Grandes-Loges im Norden und Nordwesten, Bouy im Nordosten, La Neuville-au-Temple im Osten und Südosten, Recy im Süden sowie Juvigny im Westen.
Durch die Gemeinde führen die Autoroute A4 und die Route nationale 44.

## Bevölkerungsentwicklung
| Jahr                       | 1962 | 1968 | 1975 | 1982 | 1990 | 1999 | 2006 | 2018 |
| Einwohner                  | 268  | 234  | 288  | 347  | 522  | 534  | 629  | 611  |
| Quellen: Cassini und INSEE |      |      |      |      |      |      |      |      |

## Sehenswürdigkeiten
- Kirche Sainte-Madeleine aus dem 13. Jahrhundert

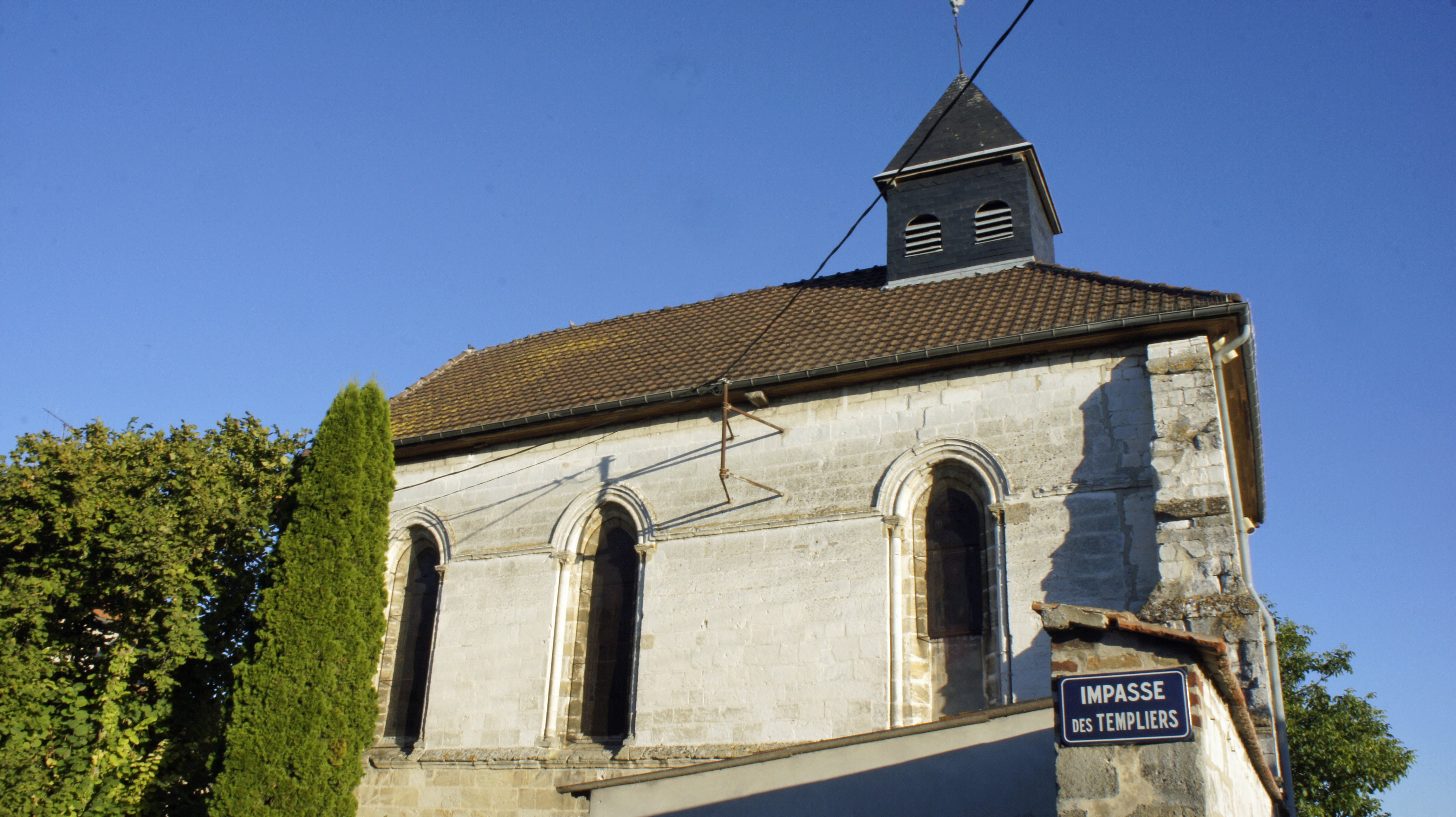
Kirche Sainte-Madeleine